# Чекайте нас на світанку
Чекайте нас на світанку — радянський художній фільм 1963 року, знятий на кіностудії «Молдова-фільм».

## Сюжет
В основі фільму — драматична історія походу загону Іларіона Няге, одного з помічників Г. І. Котовського, до гирла Дунаю для вивезення таємного складу зброї. Події відбуваються в 1919 році на території Бессарабії, окупованої військами Румунії.

## У ролях
- Іліє Гуцу — Кулай Дору
- Валерій Панарін — Альоша Дьомін
- Іон Шкуря — Мірча Ласку
- Думітру Карачобану — Фане Фелінар, циган (озвучив Данило Нетребін)
- Володимир Волчик — Лайош Вараді
- Юліан Кодеу — Штефан Мугуре (озвучив Юрій Саранцев)
- Степан Крилов — комісар
- Денис Никифор — епізод
- Петро Баракчі — начальник застави
- Євген Григор'єв — вчитель музики (озвучив Михайло Трояновський)
- Катерина Малкочі — барменша
- Георгій Хассо — комісар
- Сергій Голованов — румунський полковник
- Василь Бузату — ад'ютант
- Андрій Нагіц — епізод
- Ніна Доні — Вікторіца, дружина Штефана
- Ісидор Бурдін — епізод
- Іон Музика — епізод
- Юхим Лазарев — командир загону
- Еміль Лотяну — епізод

## Знімальна група
- Режисер — Еміль Лотяну
- Сценаристи — Еміль Лотяну, Йосип Прут
- Оператор — Леонід Проскуров
- Композитори — Валерій Сирохватов, Георгій Няга
- Художники — Станіслав Булгаков, Аурелія Роман